# Moroseta
La Moroseta è una razza di pollo ornamentale originaria dell'Asia conosciuta e allevata in tutto il mondo. Si tratta di una razza unica al mondo grazie a due caratteristiche eccezionali che la rendono inconfondibile: pelle nera e piumaggio serico, ovvero setoso, simile alla vista e al tatto al pelo dei mammiferi. Le origini esatte della razza sono sconosciute, anche se vari autori e storici, tra cui Marco Polo, l'hanno menzionata nei loro scritti. È un pollo piccolo e leggero, dotato di cinque dita e anche di ciuffo sul capo e zampe piumate. La razza è allevata in molte varietà di colore, tra cui la Bianca è la più diffusa, e grazie al suo aspetto e al suo carattere docile ha avuto successo in tutto il mondo come animale da compagnia e volatile ornamentale. Diversi paesi asiatici utilizzano la carne della Moroseta in cucina, considerandola curativa. È presente una sottorazza con barba e una versione bantam.

## Origini e storia
L'esatto luogo di provenienza e la nascita della razza sono sconosciute, anche se la maggior parte delle fonti attribuiscono alla Cina la paternità, mentre altre fonti ipotizzano un'origine nel Sud-est asiatico. Le prime fonti scritte che parlano di un pollo simile alla Moroseta risalgono ai diari di Marco Polo, il quale scrisse nel XIII secolo di aver visto dei polli con piumaggio simile a lana durante i suoi viaggi in Asia. L'esploratore vide questi polli nel Reame di Fugiu, che corrisponde all'attuale provincia del Fujian che ha per capoluogo Fuzhou, e più precisamente nella città di Quenlinfu (oggi Jian'ou). Così scrisse a proposito della città visitata ne Il Milione:
“E havvi belle donne, e havvi galline che non hanno penne, ma peli come gatte, e tutte nere, e fanno uova come le nostre, e sono molto buone da mangiare.” (cxxxiv Del reame di Fugiu - Il Milione)
Nel 1599 il naturalista bolognese Ulisse Aldrovandi pubblicò un trattato sui polli domestici in cui parla di polli con piumaggio simile a lana e pelo identico a quello di un gatto nero. Citando Marco Polo, Aldrovandi descrisse così queste galline:
"Sono rivestite come di lana, per cui sono dette lanose, alcune sono ricoperte di peli, come quelle che si possono trovare nella città di Quelim - Quenlinfu, Kien-ning Fu - nel regno di Mangi, rivestite di peli neri come quelli di un gatto, le quali depongono come le nostrane, e danno una carne buona da mangiare." (Libro XIV - Ornithologiae tomus alter)
Aldrovandi inoltre cita anche la testimonianza diretta di Odorico da Pordenone, che vide polli simili alla Moroseta durante la sua lunga permanenza in Cina. Così scrisse Odorico:
“Partendomi di questa terra [dall'odierna Quanzhou] venni verso oriente a una città che si chiama Fozo, che gira ben trenta miglia: Quivi sono i maggiori galli del mondo, e le galline bianche come neve: ma non ànno penne, ma lana a modo di pecore.” (Memoriale Toscano, 33)
I polli Moroseta arrivarono in Occidente grazie alla Via della seta, e inizialmente vennero commercializzate come incroci tra polli e conigli, dando il via a molti miti riguardanti la razza. Infatti, ancora nel 1771, il conte bolognese Alfonso Bonfioli Malvezzi scriveva, del giardino di Corte di Bruxelles: "Ho pure vedute alcune galline nate dall'accoppiamento d'un coniglio con una gallina. Elle sono incapaci di fecondare, ed hanno le loro penne, che partecipano in qualche modo del pelo del coniglio. Questi non si accoppia colla gallina, se questa non è tenuta ferma, e forzatamente dalla mano dell'uomo, perché in caso diverso il coniglio ucciderebbe la gallina. Due volte ho veduta la congiunzione, e nello spazio di pochi minuti. Niuna bestia mi ha fatto più ad evidenza considerare il furore venereo, ed una certa necessità fisica di scaricarsi di un umore superfluo, e stimolante" (Alfonso Bonfioli Malvezzi, "Viaggio in Europa", Sellerio editore Palermo, 1991, p. 107). Negli Stati Uniti d'America vennero ufficialmente riconosciute nel 1874 con la pubblicazione del primo Standard of Perfection. Tra la fine del XIX secolo e l'inizio del XX secolo la Moroseta conquistò rapidamente le simpatie degli avicoltori di tutto il mondo, diventando una delle razze avicole ornamentali più diffuse e allevate.
Oggi la Moroseta è spesso allevata come animale da compagnia, grazie al suo carattere docile e affettuoso, e anche come balia per specie avicole più delicate. Le femmine sono infatti ottime chiocce, capaci di sostenere più di una covata nel corso di un anno.

## Caratteristiche morfologiche

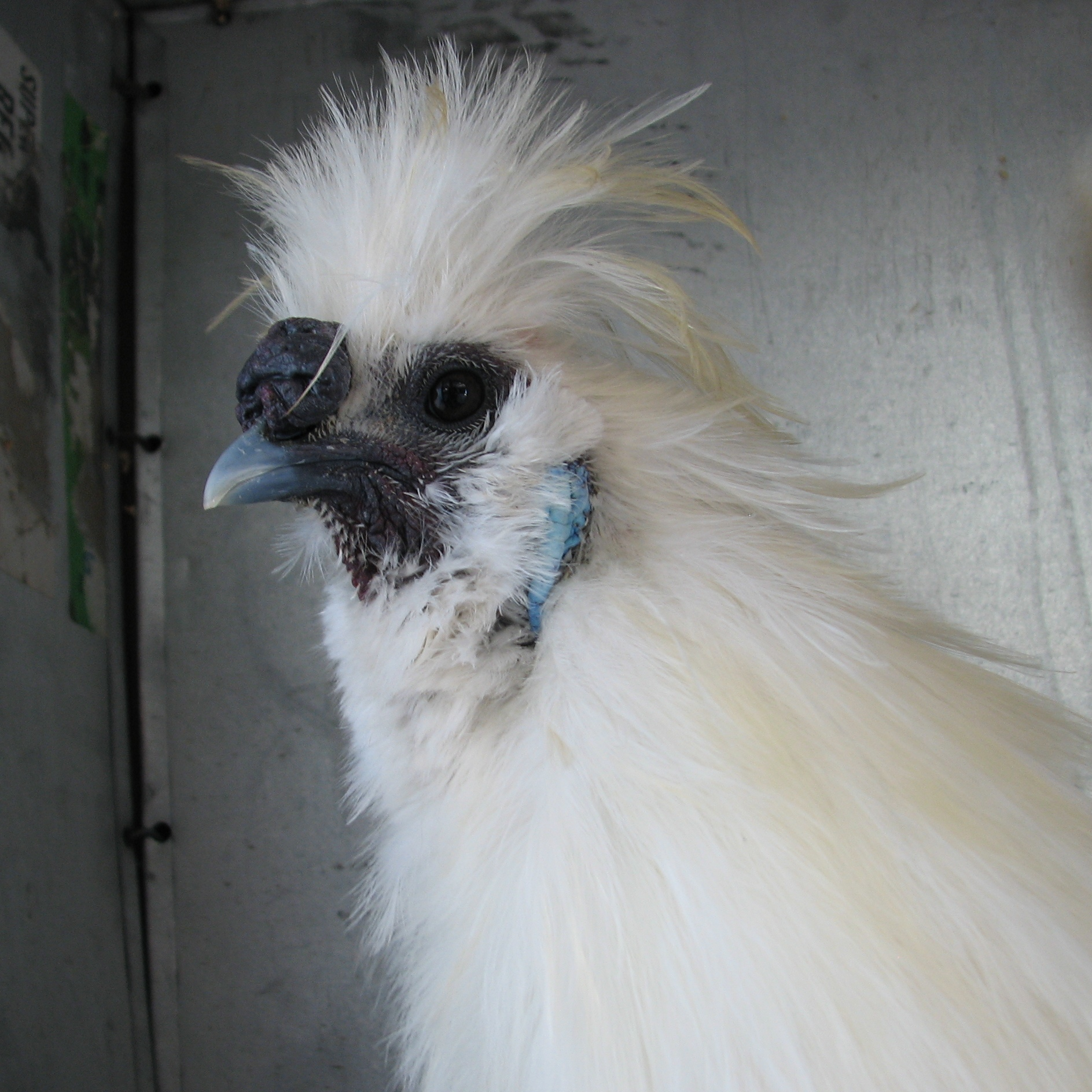
La Moroseta possiede la cresta a mora.

La Moroseta è un pollo leggero, più piccolo delle razze considerate leggere, perciò potrebbe essere considerata una seminana. A seconda dei vari standard internazionali, la Moroseta non supera mai i 1,800 kg nel maschio e i 1,300 kg nella femmina. La caratteristica principale della razza è il piumaggio serico, simile al pelo di alcuni mammiferi e con la consistenza della seta. Questa peculiarità è dovuta all'assenza degli uncini nelle barbule del piumaggio, che negli altri uccelli formano un piumaggio compatto. Di conseguenza le barbule sono disunite e "disordinate". Grazie a ciò il piumaggio della Moroseta è soffice, setoso e morbido. Altra caratteristica fondamentale è la pelle nera, il cui melanismo si estende anche a ossa e carne. Di conseguenza anche faccia, bargigli e cresta sono neri (di qui il nome "Moroseta"), mentre gli orecchioni sono turchesi. Nei paesi anglofoni la razza viene chiamata Silkie, ovvero "Setosa". Inoltre la Moroseta, a differenza della maggior parte delle razze, presenta cinque dita invece di quattro, particolare tipico di pochissime razze di pollo. La razza ha un ciuffo di penne sul capo e zampe piumate, ed è presente una sottorazza con barba, dove i bargigli sono quasi assenti.

## Colorazioni
La colorazione più comune e allevata è la Bianca, la quale, più di ogni altra, permette di evidenziare la caratteristica pelle nera grazie a contrasto cromatico tra pelle e piumaggio. Altre colorazioni piuttosto comuni sono la Nera e la Fulva. Colorazioni più rare sono Blu, Grigio Perla, Rossa, Selvatica e Selvatica argento. Di recente selezione olandese è la Bianca pezzata nero, colorazione assente nelle altre razze pure e ottenuta usando Moroseta Bianca, Moroseta Nera e Leghorn Bianca, il cui bianco è dominante, a differenza di quello recessivo della Moroseta. Laddove il bianco recessivo accoppiato col nero dà origine a polli neri, l'accoppiamento tra un pollo bianco dominante e uno nero darà vita a soggetti pezzati. Questo avviene quando il bianco è presente allo stato eterozigote; se presente allo stato omozigote, il risultato darà alla luce polli interamente bianchi.
Gli allevatori continuano nella selezione di nuove varietà di colore, dato il successo della razza. In Belgio sono state create la colorazione Betulla e quella Bianco Columbia, la quale è stata presentata nel 2008 a Bruges, all'interno dei Campionati Europei dedicati alla Moroseta.

## Polleria

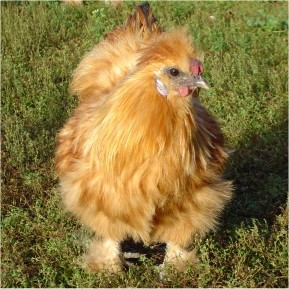
Gallo Fulvo
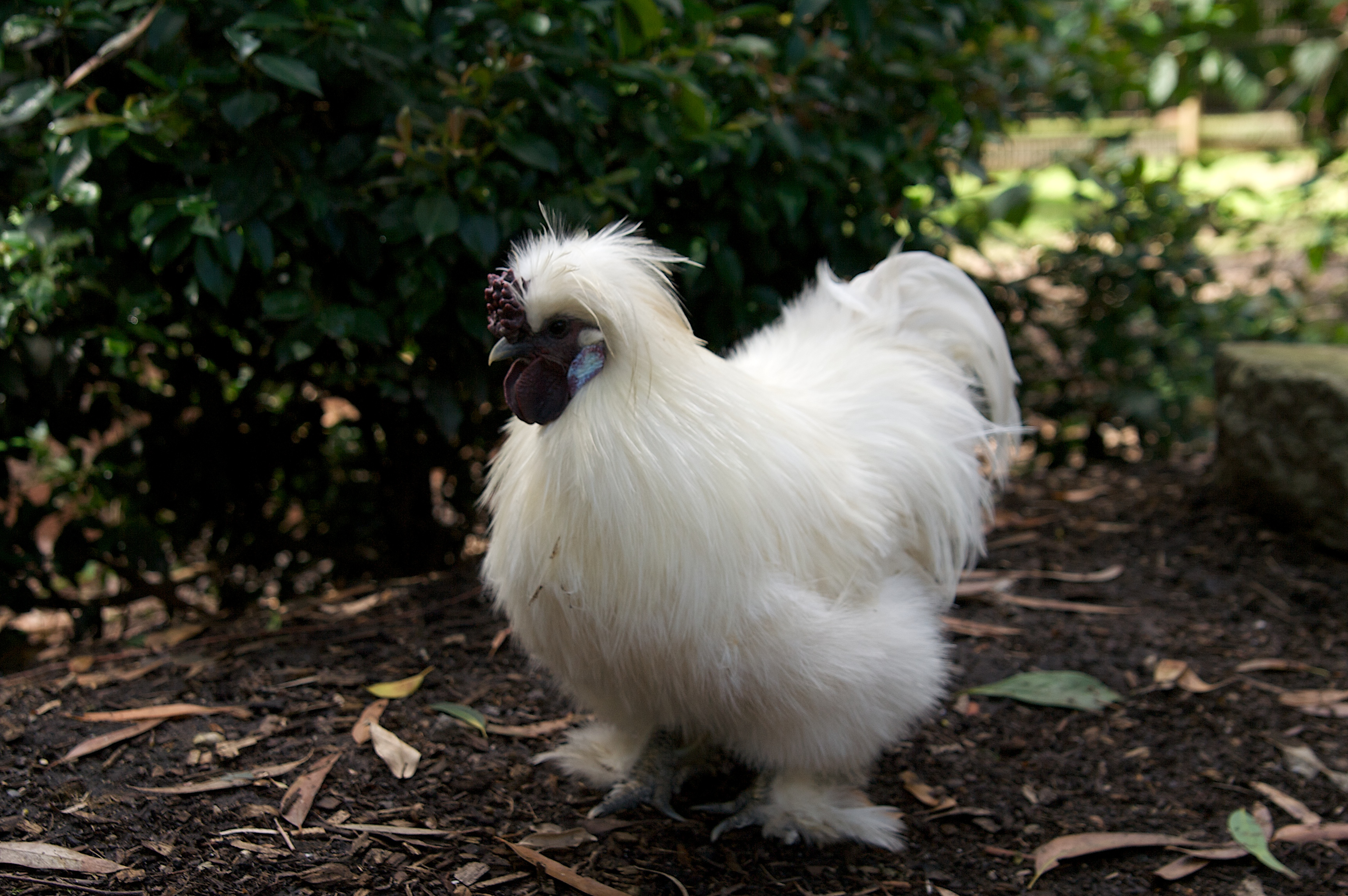
Gallo Bianco
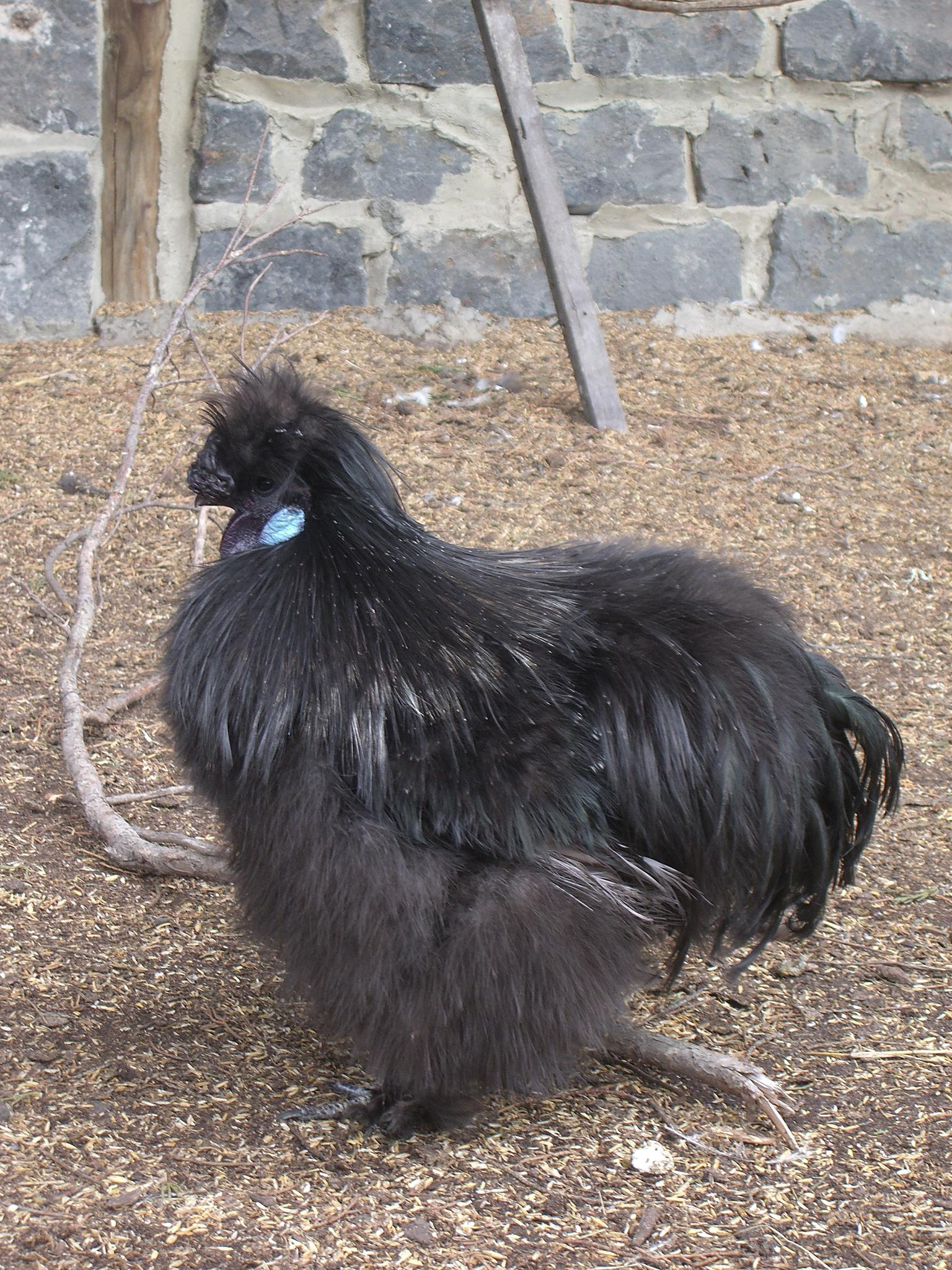
Gallo Nero
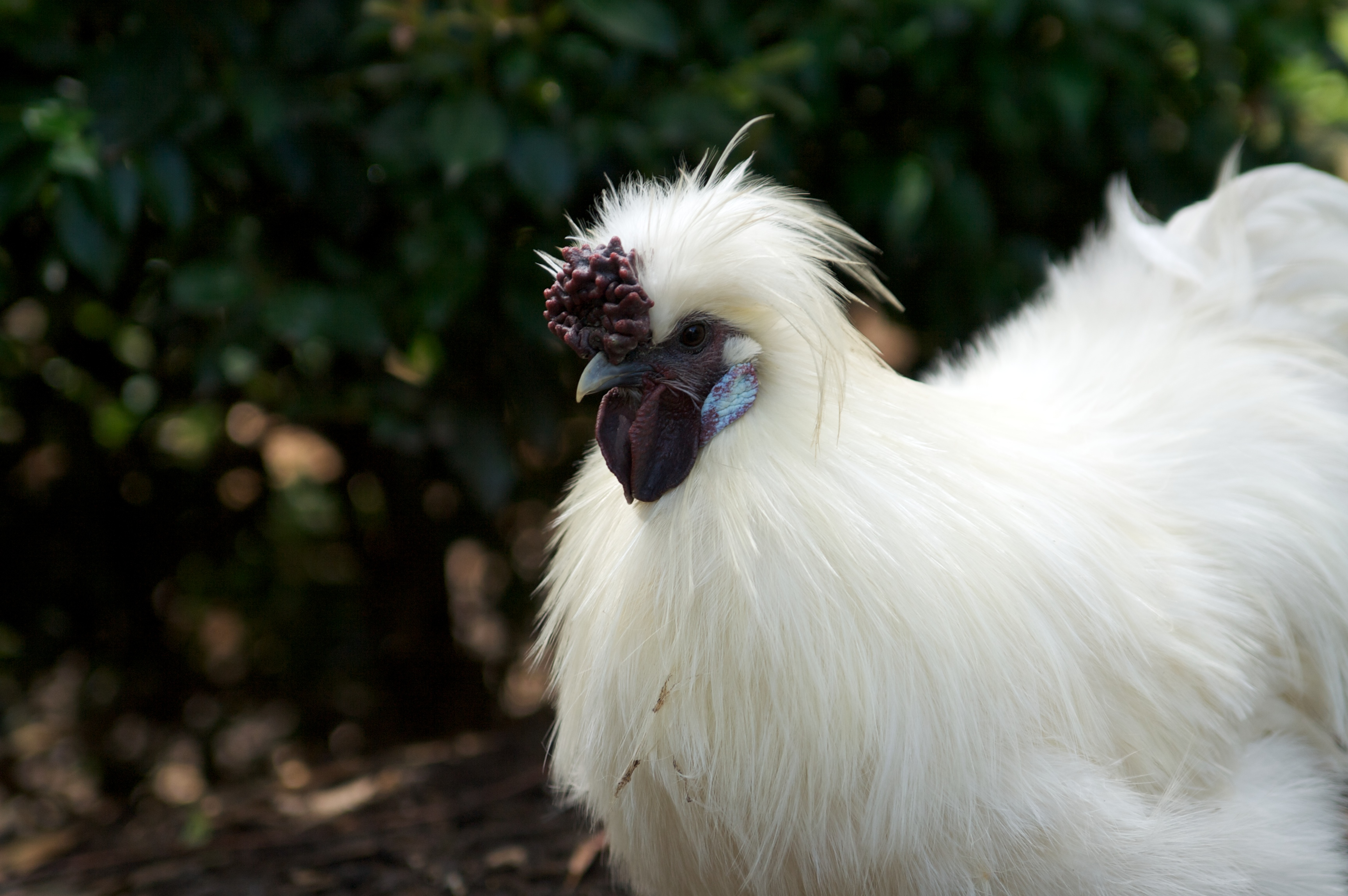
Gallo Bianco
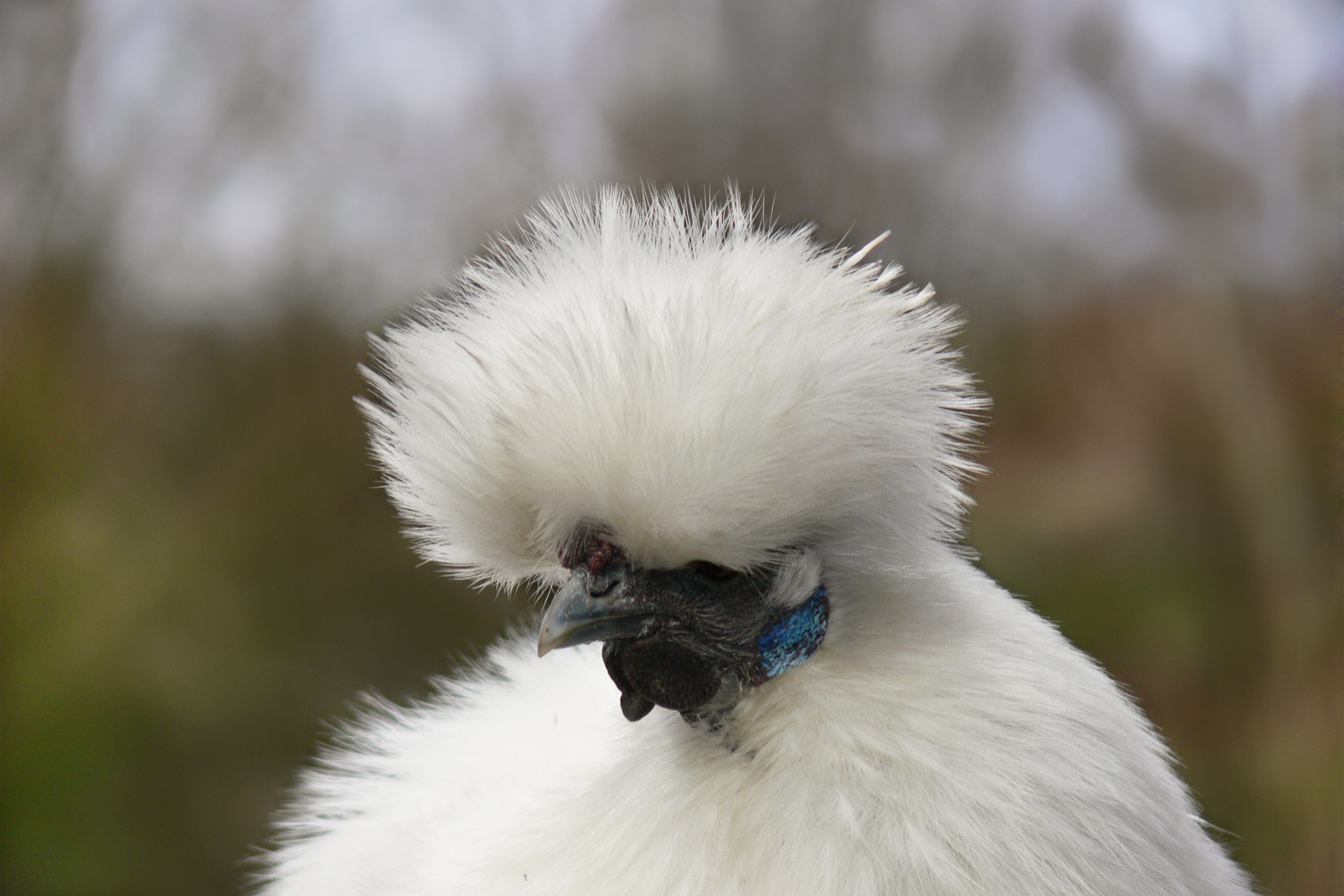
Gallina Bianca
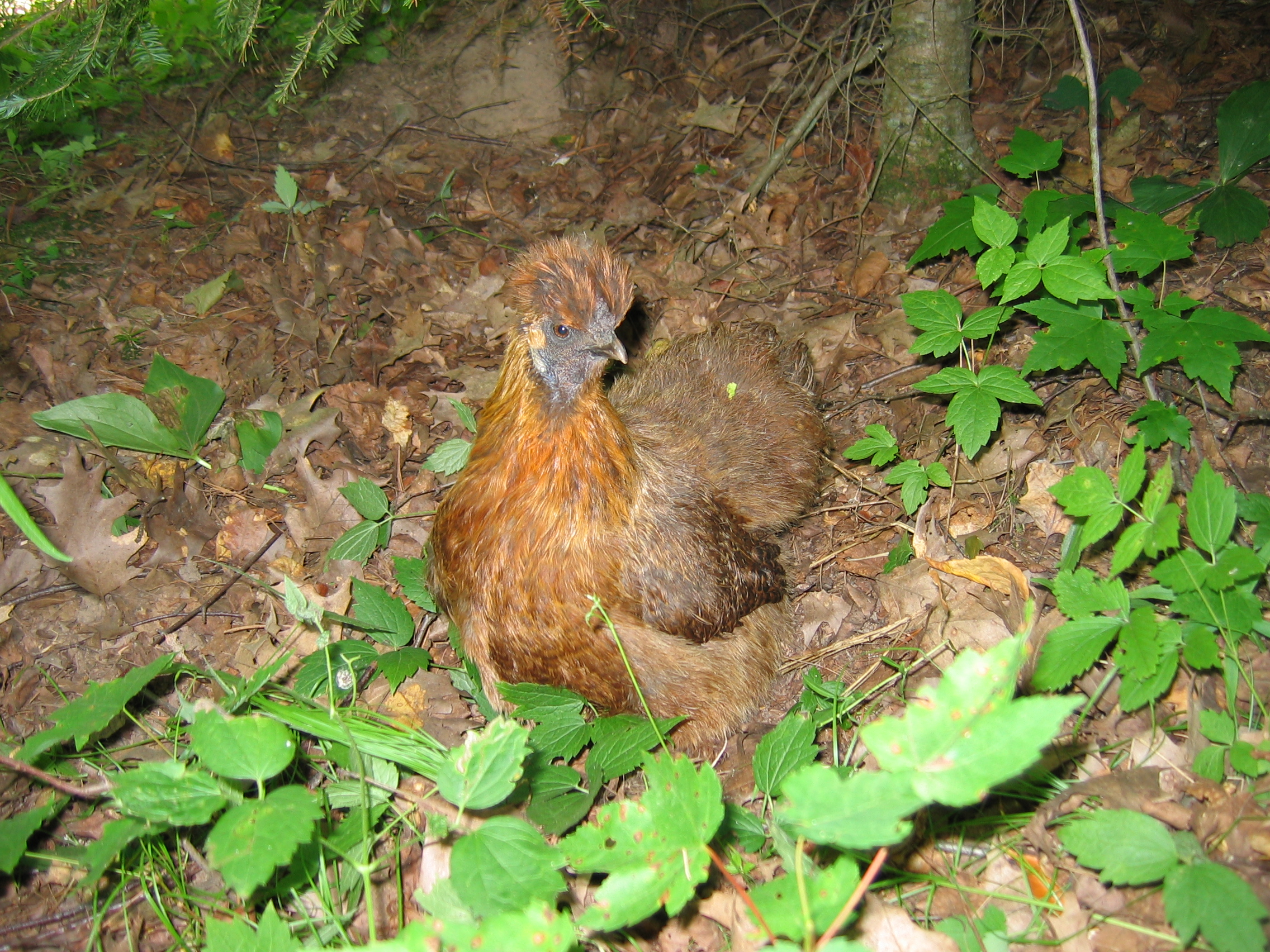
Gallina colorazione Selvatica
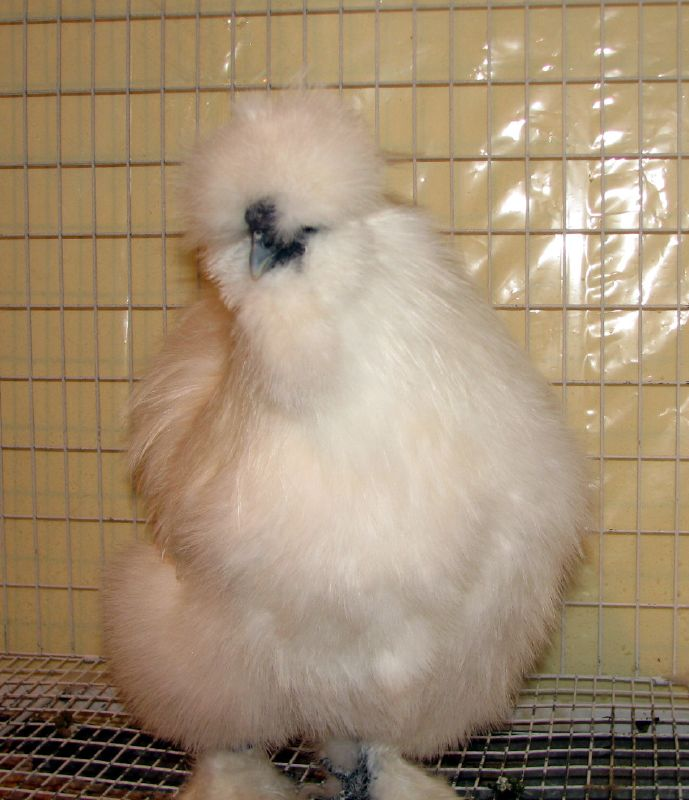
Gallo Bianco con Barba
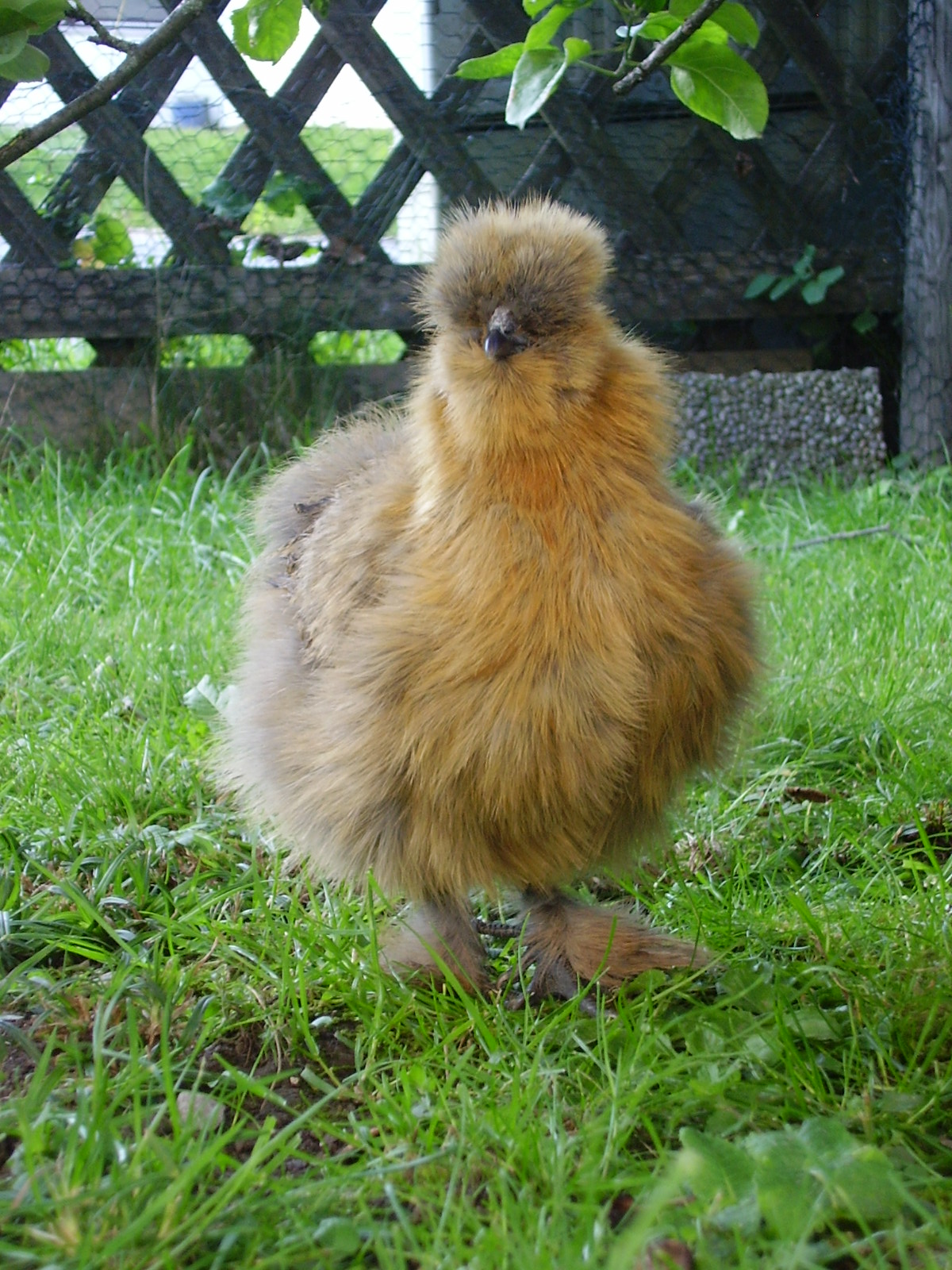
Gallina colorazione Selvatica con Barba
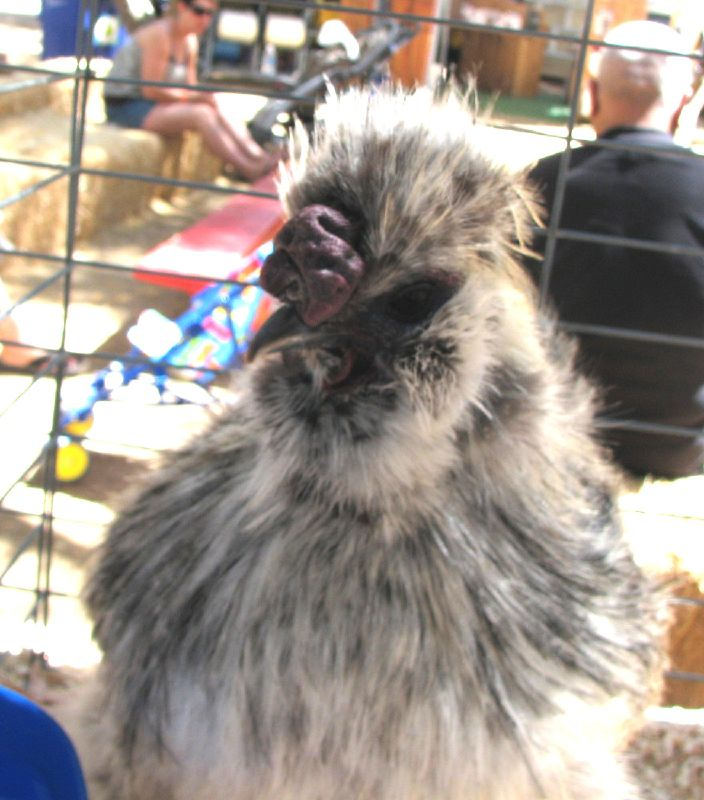
Gallo Splash (omozigosi del Blu)
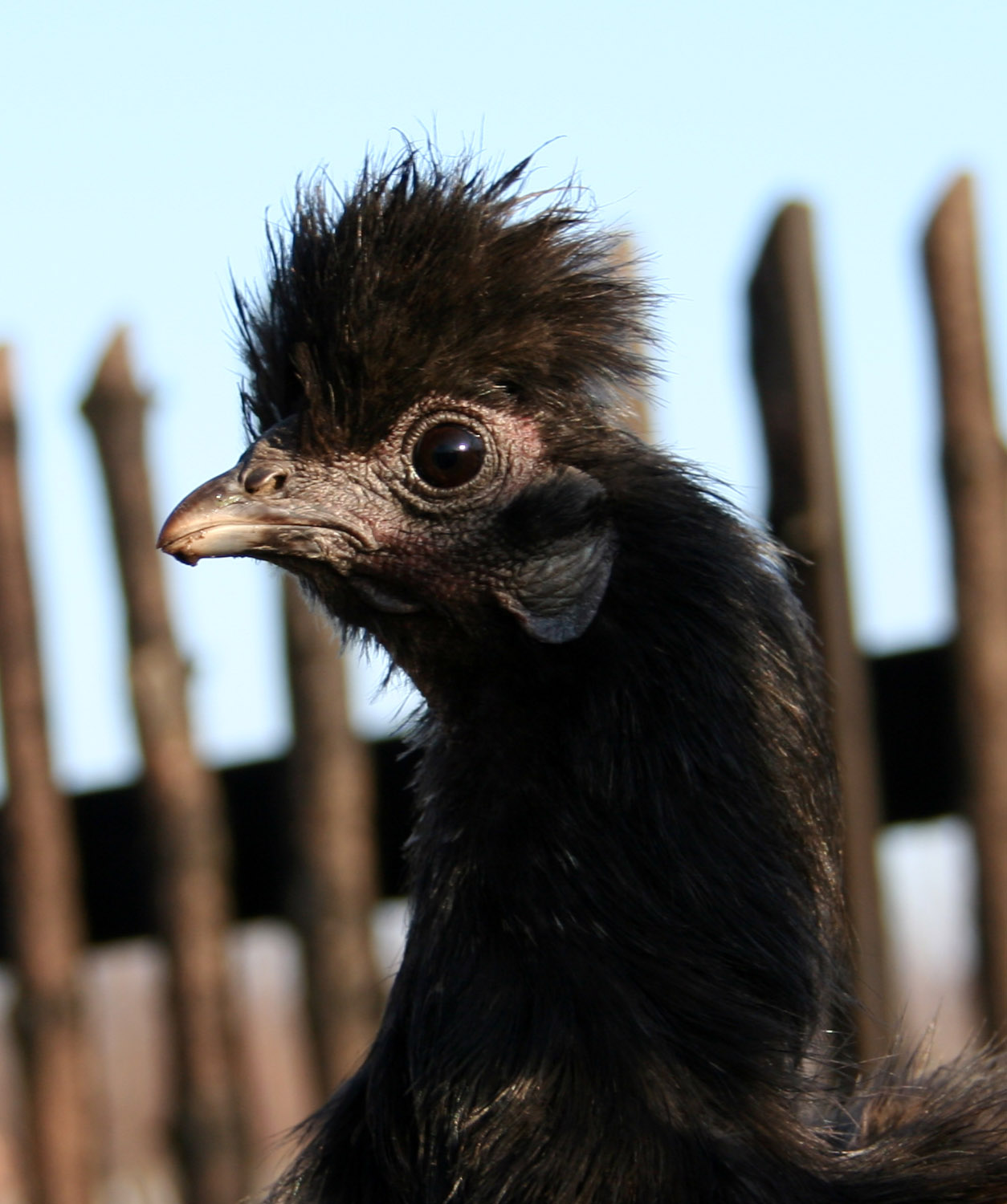
Pollastra Nera

## Carattere e comportamento
I polli di razza Moroseta sono generalmente di un carattere docile e amichevole, e si lasciano facilmente addomesticare dai loro padroni. Solo alcuni galli possono essere aggressivi durante la stagione riproduttiva, per difendere il gruppo. Grazie al loro temperamento mansueto, si adattano a vivere in giardino e in spazi confinati, e possono avere un'ottima interazione con i bambini. Nel caso di una possibile convivenza con altre razze di polli, è bene assicurarsi di non scegliere soggetti aggressivi che potrebbero attaccare e soggiogare i Moroseta.

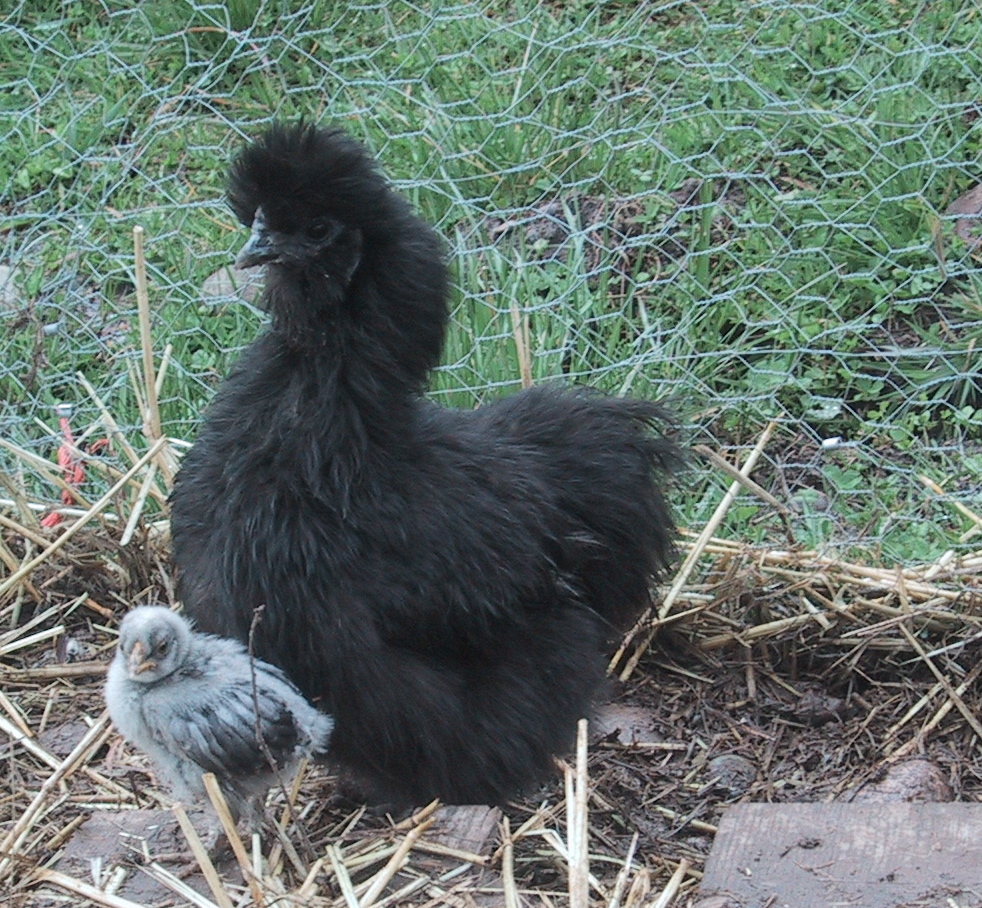
La Moroseta è un'ottima covatrice e un'ottima madre, anche per pulcini di altre specie.

L'attitudine alla cova nelle femmine Moroseta è talmente sviluppata che le galline di questa razza sono considerate delle vere e proprie "incubatrici viventi". Sono capaci di sostenere diverse covate all'anno, e in molti casi covano perfino durante l'inverno. Oltre che covare le proprie uova, le Moroseta vengono utilizzate come balie sia per altre razze di pollo sia per altre specie di uccelli, come fagiani, quaglie, pernici, anatre.

## Qualità
La razza viene allevata in tutto il mondo come animale ornamentale e da compagnia, ma anche come pollo da esposizione. È possibile ammirare soggetti Moroseta, grandi e nani, in quasi tutte le mostre avicole ufficiali, essendo una razza particolarmente amata e allevata. Essendo stata selezionata per le sue qualità estetiche e comportamentali, la Moroseta non è una grande ovaiola, anche a causa della sua fortissima tendenza alla cova: la produzione annua si aggira intorno alle 100 uova nei casi migliori.

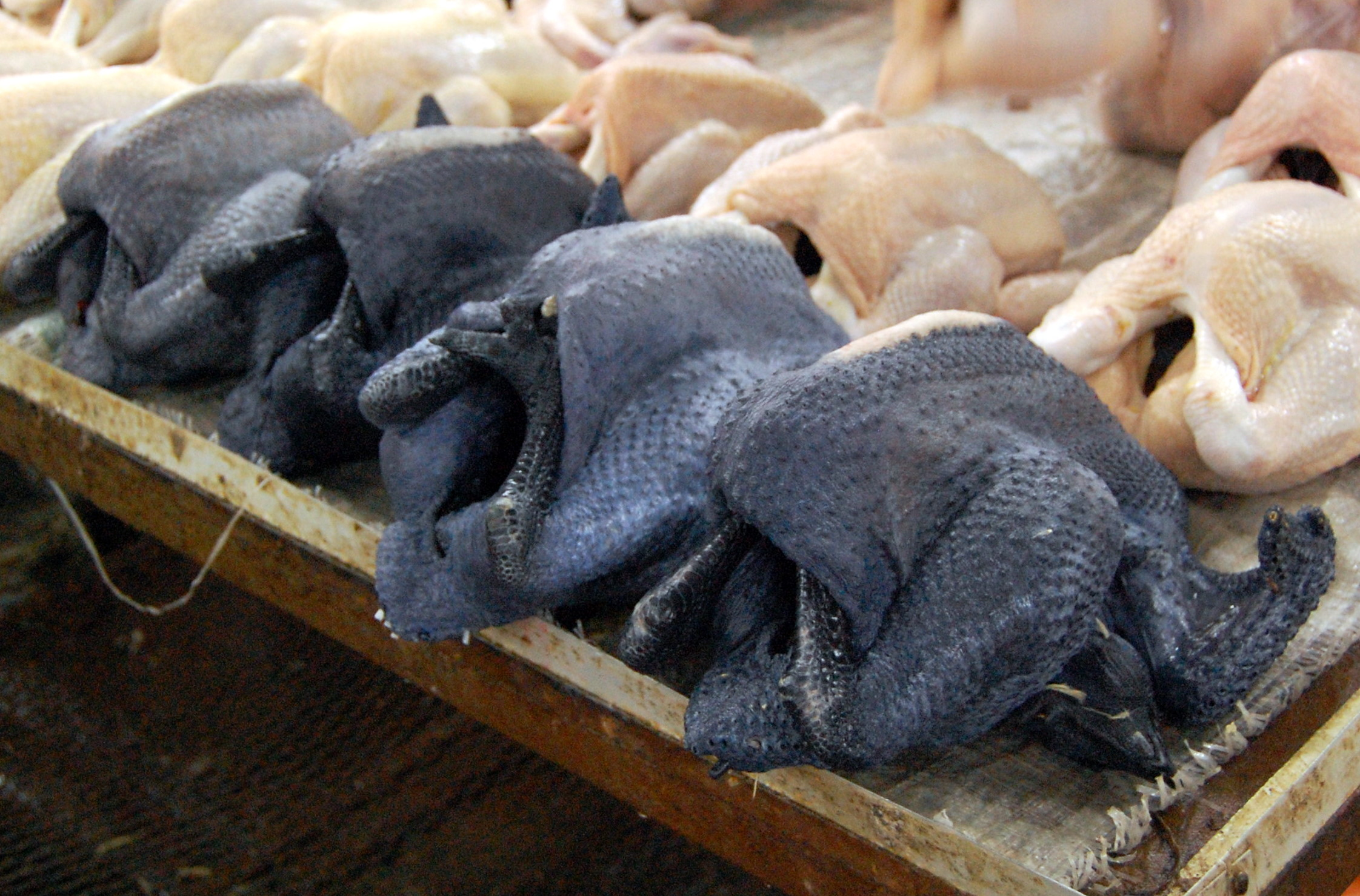
I polli Moroseta vengono comunemente mangiati in Asia (nella foto, carcasse di Moroseta in un mercato di Kuala Lampur).

Se nei paesi occidentali è conosciuta solo come razza ornamentale e da compagnia, in quelli asiatici la Moroseta è molto apprezzata anche per la sua carne. In Cina soprattutto, la carne della Moroseta viene considerata una prelibatezza, dotata di qualità curative. Da molti secoli la sua carne viene cucinata in molti modi, principalmente in zuppa, sia in Cina sia nei paesi dove la cucina cinese è diffusa. Le carni di Moroseta sono comunemente usate in cucina anche in Cambogia, Corea, Giappone e Malaysia.